# Tajlandzka Giełda Papierów Wartościowych
Tajlandzka Giełda Papierów Wartościowych, Giełda Papierów Wartościowych Tajlandii (taj. ตลาดหลักทรัพย์แห่งประเทศไทย, ang. Stock Exchange of Thailand, SET) – giełda papierów wartościowych w Tajlandii; zlokalizowana w stolicy kraju – Bangkoku. Powstała w 1975 roku.